# Image Cytometry Standard
Image Cytometry Standard (ICS) je digitalni višedimenzijski datotečni format u uporabi u mikroskopiji u znanostima o životu. Ne pohranjuje samo podatke o slici, nego i mikroskopske parametre koji su opis optičkih podataka pri dobivanju slike.
ICS je prvi put predložen u : P. Dean, L. Mascio, D. Ow, D. Sudar, J. Mullikin, Proposed standard for image cytometry data files, Cytometry, n. 11, str. 561-569, 1990
Izvorna datoteka ICS u stvari rabi dvije odvojene datoteke: datoteku tekstovnog zaglavlja koja je ekstenzije .ics i druga, znatno veća koja sadrži podatke o slici, ekstenzije .ids. Ovo omogućuje sabijanje podataka dok je datoteka zaglavlja ostaje dostupna.

## Vanjske poveznice
- [neaktivna poveznica] za  ImageJ